# Liste der Pfarren im Dekanat Bergheim
Das Dekanat Bergheim ist ein Dekanat der römisch-katholischen Erzdiözese Salzburg.

## Pfarren mit Kirchengebäuden
| Pfarre                                 | Pfarrverband                                                       | Ink.              | Seit   | Patrozinium                 | Kirchengebäude                                            | Bild |
| -------------------------------------- | ------------------------------------------------------------------ | ----------------- | ------ | --------------------------- | --------------------------------------------------------- | ---- |
| Anif                                   | Anif – Fürstenbrunn-Glanegg – Grödig – Niederalm                   |                   | 8. Jh. | Hl. Oswald                  | Pfarrkirche Anif                                          |      |
| Bergheim                               | Bergheim – Elixhausen – Eugendorf – Hallwang – Maria Plain         |                   | 926    | Hl. Georg                   | Pfarrkirche Bergheim                                      |      |
| Elixhausen                             | Bergheim – Elixhausen – Eugendorf – Hallwang – Maria Plain         |                   | 1891   | Hll. Bartholomäus und Vitus | Pfarrkirche Elixhausen                                    |      |
| Eugendorf                              | Bergheim – Elixhausen – Eugendorf – Hallwang – Maria Plain         |                   | 1857   | Hl. Martin                  | Pfarrkirche Eugendorf                                     |      |
| Fürstenbrunn-Glanegg (Seelsorgestelle) | Anif – Fürstenbrunn-Glanegg – Grödig – Niederalm                   | Sankt Peter (OSB) | 2002   |                             | Seelsorgestelle Fürstenbrunn-Glanegg                      |      |
| Grödig                                 | Anif – Fürstenbrunn-Glanegg – Grödig – Niederalm                   | Sankt Peter (OSB) | 1625   | Mariä Verkündigung          | Pfarrkirche Grödig Wallfahrtskirche St. Leonhard (Grödig) |      |
| Großgmain                              | Großgmain – Salzburg-St. Vitalis – Siezenheim – Wals – Walserfeld  |                   | 1807   | Hl. Maria                   | Pfarrkirche Großgmain                                     |      |
| Hallwang                               | Bergheim – Elixhausen – Eugendorf – Hallwang – Maria Plain         |                   | 1856   | Hl. Martin                  | Pfarrkirche Hallwang                                      |      |
| Maria Plain (Wallfahrtskirche)         | Bergheim – Elixhausen – Eugendorf – Hallwang – Maria Plain         |                   | 1652   | Mariä Himmelfahrt           | Wallfahrtskirche Maria Plain                              |      |
| Niederalm                              | Anif – Fürstenbrunn-Glanegg – Grödig – Niederalm                   |                   | 1949   | Hl. Johannes der Täufer     | Pfarrkirche Niederalm                                     |      |
| Salzburg-St. Vitalis                   | Großgmain – Salzburg-St. Vitalis – Siezenheim – Wals – Walserfeld  |                   | 1967   | Hl. Vitalis                 | Pfarrkirche Salzburg-St. Vitalis                          |      |
| Rif-St. Albrecht (Seelsorgestelle)     | Dürrnberg – Hallein – Neualm-St. Josef – Rehhof – Rif-St. Albrecht |                   | 1996   |                             | Seelsorgestelle Rif-St. Albrecht                          |      |
| Siezenheim                             | Großgmain – Salzburg-St. Vitalis – Siezenheim – Wals – Walserfeld  |                   | 1281   | Mariä Geburt                | Pfarrkirche Siezenheim                                    |      |
| Wals                                   | Großgmain – Salzburg-St. Vitalis – Siezenheim – Wals – Walserfeld  |                   | 1860   | Hl. Georg                   | Pfarrkirche Wals                                          |      |
| Walserfeld (Seelsorgestelle)           | Großgmain – Salzburg-St. Vitalis – Siezenheim – Wals – Walserfeld  |                   | 1956   |                             | Filialkirche Walserfeld                                   |      |

## Dekanat Bergheim
Es umfasst elf Pfarren, eine Wallfahrtskirche und drei Seelsorgestellen. Die Pfarren bilden drei Pfarrverbände.
Dechanten
- 1916–1918 Georg Schmidhuber (1850–1918), Pfarrer in Bergheim[1]
- ?–? Josef Schnöll (1926–2000), Pfarrer in Bergheim (1975–1993)[2]